# Marauder (Computerspiel)
Marauder ist ein Shoot-’em-up-Computerspiel, das 1988 von der Spielefirma Hewson Consultants für den Commodore 64 entwickelt wurde.

## Beschreibung
Kapitän C.T. Cobra hat die Aufgabe, mit seinem Fahrzeug Marauder, welches nur mit einem Lasergeschoss ausgerüstet ist, eine Reise auf dem Planeten Mergatron durchzuführen. Entführer haben die Juwelen der Ozymandias auf dem Planeten versteckt. Diese werden durch außerirdische Verteidigungssysteme geschützt.
Zwischen den aggressiv feuernden, undefinierbaren Gegnern findet sich eventuell Unterstützung – Leuchtfeuer. Abhängig von der Farbe zum Zeitpunkt, in dem das Lasergeschoss in das Fahrzeug einschlägt, helfen sie dem Fahrzeug weiter. Man erhält extra Smart-Bombs und Waffen, aber auch Schutzschilde und zusätzliche Leben. Die blauen, purpurnen und grünen Leuchtfeuer sind feindlich gesinnt. Sie setzen den Laser vorübergehend außer Gefecht, nehmen vom eigenen Leben oder verändern die Steuerung des Fahrzeugs.
Man hat 16 intelligente Bomben zur Verfügung und am Ende jedes Levels ist ein Endgegner zu bezwingen.

## Portierungen
Das Spiel wurde für die folgenden Systeme veröffentlicht: Amstrad CPC und ZX Spectrum.